# John Petersen
John Petersen (22 aprile 1972) è un allenatore di calcio ed ex calciatore faroese, di ruolo attaccante, tecnico del Bóltfelagið 1936.